# 支气管炎
支氣管炎（bronchitis）是肺部支氣管（中至大的大小之呼吸道）的發炎。症狀包括咳痰、喘鳴、呼吸急促及胸口不適。支氣管炎有急性和慢性兩種。
急性支氣管炎的咳嗽症狀一般持續三週，逾九成是病毒感染引起的。病毒經人們咳嗽的飛沫或直接接觸傳播。 風險因素包括吸煙、塵埃和空氣污染。一小部份病症是高量空氣污染物或細菌直接引起，細菌包括肺炎黴漿菌和百日咳桿菌。急性支氣管炎的治療是休息、止痛藥（乙醯胺酚）和非類固醇抗發炎藥物幫助退燒。
慢性支氣管炎的定義是持續兩年或以上，每年裡超過三個月的有痰咳嗽。大部分慢性支氣管炎患者有慢性阻塞性肺病。吸煙是最常見的致病原因，其他原因包括空氣污染和基因（後者重要性較低）。慢性支氣管炎的治療是戒煙、疫苗預防、復康治療、吸入性支氣管擴張劑和類固醇。一些患者需要長期吸氧治療或肺臟移植。
急性支氣管炎是最常見的病症之一。分別約5%成人和約6%兒童每年最少一次出現症狀。在2010年，慢性阻塞性肺病3億2900萬人，即約5%人口。在2013年，它引起的死亡數字為2900萬，比1990年的2400 萬有所上升。

## 历史
支气管炎的病况在许多世纪以来被认可，在包括古希腊、中国和印度在内的几个不同文化中被认识到，其中包括了多痰和咳嗽的存在，这些是对同一病况的认识。早期慢性支气管炎的治疗包括大蒜、肉桂和吐根蓝（ipecac）等。现代治疗是在20世纪下半叶发展起来的。
在1808年的英国，医生查尔斯·巴德姆是第一个描述这种病况并将急性形式命名为“急性支气管炎”的人。这被写在一本名为支气管炎炎症病况的书中。在这本书中，巴德姆区分了包括急性和慢性支气管炎在内的三种形式的支气管炎。这本书的第二版改名为支气管炎论文并于1814年出版。巴德姆用“catarrh”一词来指代慢性咳嗽和慢性支气管炎的基本症状，并将慢性支气管炎描述为一种致残的疾病。
在1901年，一篇关于老年慢性支气管炎治疗的文章被发表。所描述的症状保持不变。当时认为病因是由湿气、寒冷天气和雾气条件引起的，治疗方法包括各种咳嗽混合物、呼吸兴奋剂和滋补品。注意到天气以外的某些因素被认为也在起作用。 在此期间还描述了这种病况的急性加重。另一位医生哈里·坎贝尔在此时的英国医学杂志中被提到。坎贝尔建议慢性支气管炎的原因是有毒物质，推荐纯净的空气、简单的食物和锻炼来将其从体内清除。
从1951年到1953年，芝加哥和伦敦进行了一项联合研究计划，详细描述了一千例慢性支气管炎病例的临床特征。这些发现于1953年在《柳叶刀》杂志上发表。 文中指出，自从巴德姆引入以来，慢性支气管炎已成为一种日益流行的诊断。这项研究考察了各种关联因素，如天气、家庭和工作条件、发病年龄、儿童疾病、吸烟习惯和呼吸困难。结论是慢性支气管炎通常会导致肺气肿，特别是当支气管炎持续时间很长时。
在1957年，有人指出当时正进行许多慢性支气管炎和肺气肿的研究，其中包括受到粉尘暴露的工业工人。 该文引用了1864年的摘录，查尔斯·帕森斯曾注意到支气管炎会导致肺气肿的发展。然而，这并不总是适用。他的研究与制陶工人中的慢性支气管炎有关。
1959年的CIBA（现在的诺华制药）会议和1962年的美国胸科学会会议，将慢性支气管炎定义为COPD的一部分，术语没有变化。

## 症状
支氣管炎經常伴隨其他症狀，如咳嗽和粘液。此外，患者也可能有呼吸不順，並在一些身體部分（如胸部或肌肉）感到疼痛。發熱和疲勞是支氣管炎患者常見的另外兩種症狀。

## 诊断
体检时常会发现呼吸气声强度降低、喘息和呼气时间延长。多数医生靠持续的干咳或湿咳作为支气管炎诊断的证据。
- 胸部X光；
- 痰样本显示了中性粒细胞及病原微生物培养证明有细菌感染；
- 验血显示炎症反应（如白血球增加，C-反应蛋白增高）。

## 治疗
- 对细菌性急性支气管炎患者，可以使用相应的抗生素；
- 在大多数情况下，急性支气管炎是由病毒引起的，几天后将自行痊愈，无需抗生素；如怀疑合并有细菌感染或防止细菌感染，抗生素也可以考虑；
- 避免吸烟。